# Lookout! Records
Lookout! Records is een voormalig onafhankelijk platenlabel gesitueerd in Berkeley, Californië. Het label werd opgericht door Larry Livermore en David Hayes in 1987. Hayes vertrok in 1989 om een ander label de starten: Very Small Records. Livermore bleef over en verkocht het label in 1997 aan Chris Appelgren.
Het label heeft zich van het begin af aan gespecialiseerd in punkmuziek. Enkele bands die groot succes hebben bereikt via het label zijn Green Day, Rancid en The Donnas.

## Geschiedenis
Lawrence Livermore (geboren als Larry Hayes) en David Hayes waren van het begin af aan geïnteresseerd in de punkscene in de East Bay en de bands die hier speelden. David Hayes wou oorspronkelijk een label oprichten voor eigen gebruik, dat Sprocket Records zou gaan heten, en wou een album van de band Corrupted Morals als eerste uitgave uitgeven. Livermore, een columnist voor het blad Maximumrocknroll, overtuigde Hayes ervan om samen te werken om hun gemeenschappelijke doel te bereiken. Er werd gekozen voor de naam Lookout! Records.
De samenwerking verliep niet altijd even soepel. Alhoewel er sinds 1988 al problemen tussen Livermore en Hayes waren, bleef Hayes erg actief bij het label tot de zomer van 1989. Hayes besloot om te stoppen bij Lookout! Records en richtte een eigen platenlabel op, genaamd Very Small Records. Hayes verliet het label op 1 januari 1990 en liet Livermore achter als enige eigenaar, vlak voordat Lookout! meer commercieel succes zou gaan ervaren.
Nadat Hayes de beslissing had genomen om het label te verlaten, begonnen er tussen 1989 en 1993 een stuk meer toonaangevende punkbands bij het label te spelen. De poppunkband Green Day liet zijn eerste uitgave, de ep 1,000 Hours (1989) via Lookout! uitgeven. Ook bracht Green Day de albums 39/Smooth (1990), Slappy (1990), Sweet Children (1990), en Kerplunk! (1992) uit via Lookout! Records. Na het uiteenvallen van Operation Ivy richtten enkele leden de band Rancid op. De eerste uitgave van deze band, getiteld Rancid, werd in 1992 via Lookout! uitgegeven. Een andere grote poppunkband, Screeching Weasel, lieten het derde en de vijfde tot en met zevende studioalbums My Brain Hurts (1991), Wiggle (1993), Anthem for a New Tomorrow (1993), en How to Make Enemies and Irritate People (1994) uitgeven door Lookout! Records. Ook werden er verscheidene andere punkbands uit de Bay Area een contract aangeboden.
Lookout! stond er tijdens de jaren 90 bekend om het uitgeven van albums van veelal poppunkbands, waaronder Screeching Weasel, The Mr T Experience, The Queers, Crimpshrine, Green Day, Sweet Baby, Squirtgun, en The Wanna-Bes.
In de lente van 1994 verbrak Livermore de banden met hoofdredacteur Tim Yohannan en zijn blad Maximumrocknroll, waar Livermore sinds 1987 voor had geschreven. Naar aanleiding van het mainstreamsucces dat de punkmuziek midden jaren 90 verkreeg besloot het blad een andere richting in te slaan. Het werd een stuk commerciëler dan voorheen en richtte zich nu voornamelijk op punkmuziek, in plaats van rock in het algemeen. Livermore was het niet eens met de koers die het bedrijf vaarde en nam ontslag.
In 1995, onder andere dankzij 1,039/Smoothed out slappy hours en Kerplunk, maakte Lookout! Records meer dan tien miljoen dollar winst. Medeoprichter Larry Livermore verliet het label in 1997. Het label zelf werd officieel pas opgeheven in 2012.